# Resolutie 1480 Veiligheidsraad Verenigde Naties
Resolutie 1480 van de Veiligheidsraad van de Verenigde Naties werd unaniem door de vijftien leden van de Raad aangenomen op 19 mei 2003, en verlengde de VN-missie in Oost-Timor met een jaar.

## Achtergrond
Na jaren van bezetting door en oorlog met Indonesië en burgeroorlog was het net onafhankelijk geworden Oost-Timor een puinhoop. Op de dag van de erkenning werd de UNMISET-missie opgezet om de ordehandhaving in het land waar te nemen en die bevoegdheid later langzaam aan over te dragen aan Oost-Timor zelf.

## Inhoud
De Veiligheidsraad:
- Bevestigt de vorige resoluties 1410 en 1473.
- Eert het volk en de overheid van Oost-Timor voor hun vooruitgang in de ontwikkeling van een zelfstandige, stabiele, gelijke en democratische staat met respect voor de mensenrechten.
- Eert ook het werk van de UNMISET-missie voor hun steun bij de ontwikkeling van infrastructuur, politie en defensie.
- Onderstreept dat versterking van de politie in Oost-Timor een prioriteit is.
- Verwelkomt het voortdurende proces om een goede relatie tussen Oost-Timor en Indonesië te ontwikkelen.
- Erkent het belang van een verdere overdracht van UNMISET-bevoegdheden aan de overheid van Oost-Timor.
- Wijst op de geplande einddatum van UNMISET op 20 mei 2004.
- Erkent de nood van voortgezette internationale steun aan Oost-Timor.
- Heeft het rapport van secretaris-generaal Kofi Annan van 21 april gezien.
- Neemt akte van de militaire strategie in dat rapport.

1. Beslist het mandaat van UNMISET ter verlengen tot 20 mei 2004.
2. Beslist actief op de hoogte te blijven.

## Verwante resoluties
- Resolutie 1410 Veiligheidsraad Verenigde Naties (2002)
- Resolutie 1473 Veiligheidsraad Verenigde Naties
- Resolutie 1543 Veiligheidsraad Verenigde Naties (2004)
- Resolutie 1573 Veiligheidsraad Verenigde Naties (2004)

Lijst ·  1455 ·  1456 ·  1457 ·  1458 ·  1459 ·  1460 ·  1461 ·  1462 ·  1463 ·  1464 ·  1465 ·  1466 ·  1467 ·  1468 ·  1469 ·  1470 ·  1471 ·  1472 ·  1473 ·  1474 ·  1475 ·  1476 ·  1477 ·  1478 ·  1479 ·  1480 ·  1481 ·  1482 ·  1483 ·  1484 ·  1485 ·  1486 ·  1487 ·  1488 ·  1489 ·  1490 ·  1491 ·  1492 ·  1493 ·  1494 ·  1495 ·  1496 ·  1497 ·  1498 ·  1499 ·  1500 ·  1501 ·  1502 ·  1503 ·  1504 ·  1505 ·  1506 ·  1507 ·  1508 ·  1509 ·  1510 ·  1511 ·  1512 ·  1513 ·  1514 ·  1515 ·  1516 ·  1517 ·  1518 ·  1519 ·  1520 ·  1521